# Lomo LC-A+
Lomo LC-A+（ろも・えるしーえーぷらす）は、ロモグラフィック・ソサエティ・インターナショナル（LSI）の事業会社が販売するフィルム・スチル・カメラである。

## 概説
2005年のLOMO LC-Aの生産終了の際に、製造権を譲り受けたLSIの事業会社は、中国での復刻生産を決め、2006年9月に発売した。委託先は鳳凰光学股份有限公司で、「ヤシカFX-3 Super 2000」の生産中止で余力があったという。復刻にあたり、LOMO LC-Aの「欠陥」を忠実に再現するのに苦労したという。その際、多重露光撮影機能の追加と、ISO1600までの高感度フィルムへの対応、ケーブル・レリーズ対応のシャッター・ボタンへの変更などの改良を加え、呼称をLomo LC-A+に改めた。レンズは、当初はLOMOの在庫も用いられたが、それが尽きた2007年6月からは全て中国製に置き換えた。

## 限定品
少なからずの限定品が発売している。
- Lomo LC-A+ Russian Lens – 2007年、在庫限り。
- Lomo LC-A+ “The Pharaoh” Edition - 2006年、限定50台[6]。
- Lomo LC-A+ 25th Anniversary Edition - 2009年[7][8]。
- Lomo LC-A+ “No Nukes” Edition - 2009年、限定500台[9][10]。
- Lomo LC-A+ Gold - 2010年、限定130台[11][12]。
- Lomo LC-A+ White - 2010年、限定1,000台[13][14]。
- Lomo LC-A+ Russia Day Limited Edition - 2011年、限定2,000台[15][16]。
- Lomo LC-A+ Silver Lake - 2012年、限定1,000台[17]。
- Lomo LC-A+ 20 Years of Lomography Edition - 2012年、限定1,000台[18]。
- Lomo LC-A+ 25th Anniversary Edition - 2018年[19][20]。
- Lomo LC-A+ 30th Anniversary Edition - 2022年[21]。

## 用品
- Lomo LC-A+ Krab Underwater Housing[22]
- Lomo LC-A+ Splitzer[22]
- LC-A Instant Back+[22]
- LC-A+ Wide-Angle Lens[22]
- Tunnelvision Lens[22]
- Colorsplash Flash[22]
- Fritz the Blitz 2.0[22]
- Lomography Ringflash[22]

## 姉妹機
- Lomo LC-Wide - Lomo LC-A+に17mmの広角レンズを装着した[23][24]。
- Lomo LC-A 120 - Lomo LC-A+を中判カメラにした[25][26]。

## 余聞
- Instagramは配布開始当初から、LC-AやLomo LC-A+の撮影結果に似せるフィルタ「Lomo-fi」を備えていたが、LSIの事業会社は、Instagramを配布するBurbn, Incに対し「Lomo-fi」の改名を求めた[27][28]。
- LSIの事業会社は、レンズが交換できるスチル・カメラ向けに、Lomo LC-A+に使われているレンズを用い、Lomo LC-A+とほぼ同じ撮影結果が得られる交換レンズLomo LC-A Minitar-1 Art lensを発売した[29][30]。

## 脚註

### 註釈
1. ↑  LOMO（露: ОАО "ЛОМО"）はLOMO LC-Aの製造元だったロシア企業。